# Trèbes
Trèbes är en kommun i departementet Aude i regionen Occitanien  i södra Frankrike. Kommunen ligger  i kantonen Capendu som ligger i arrondissementet Carcassonne. År 2022 hade Trèbes 5 386 invånare.

## Monument

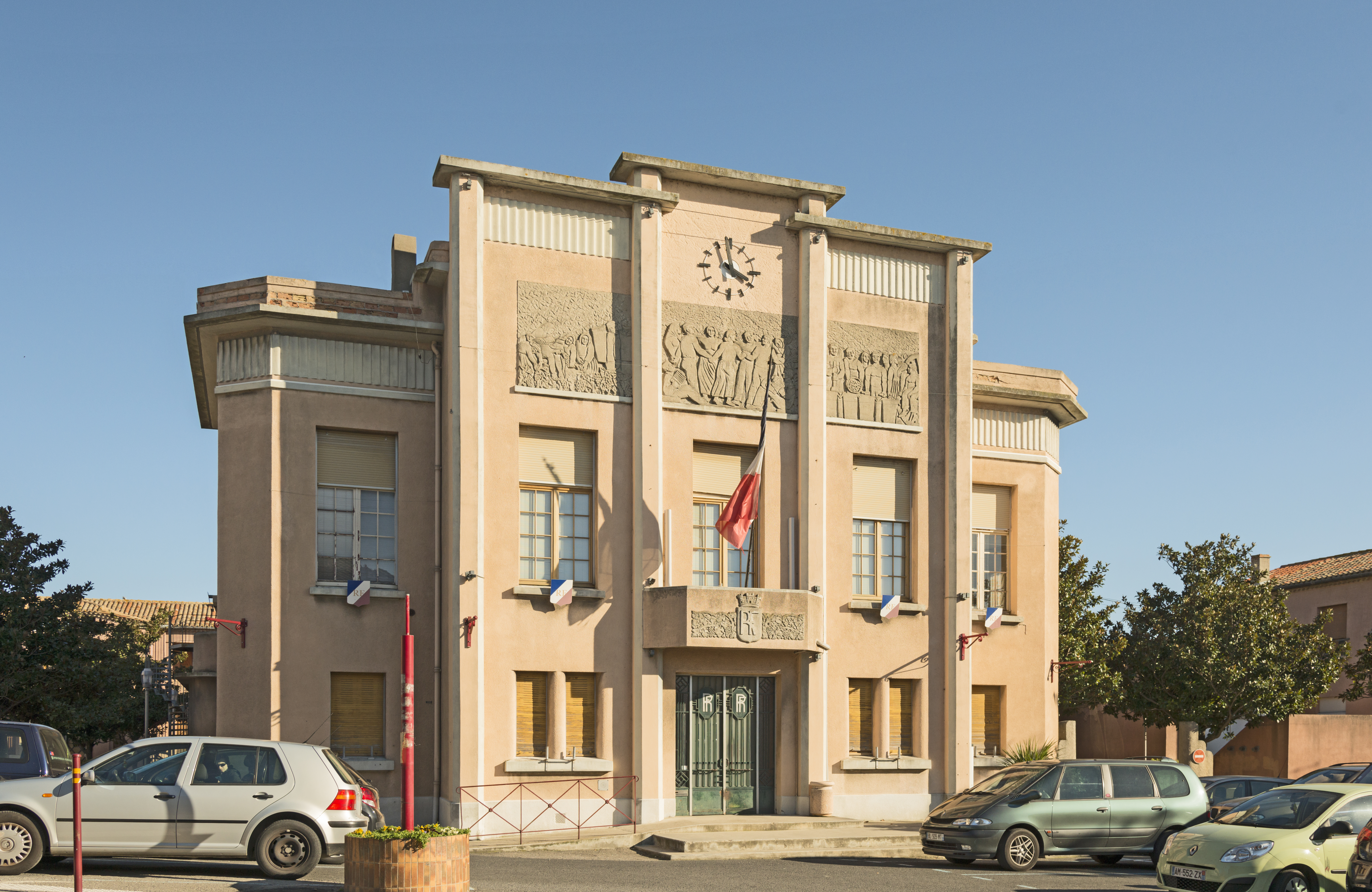
Stadshus
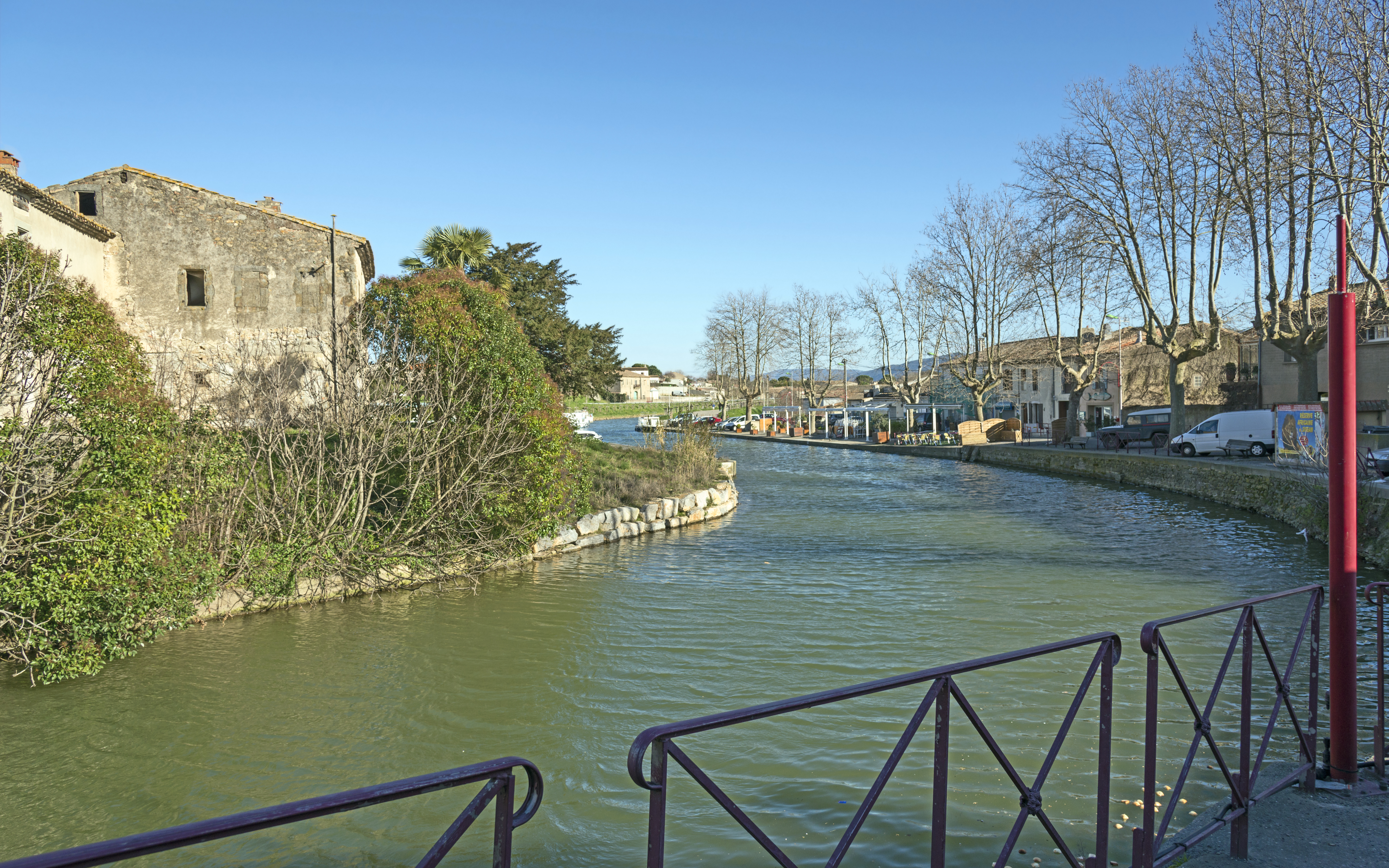
Canal du Midi
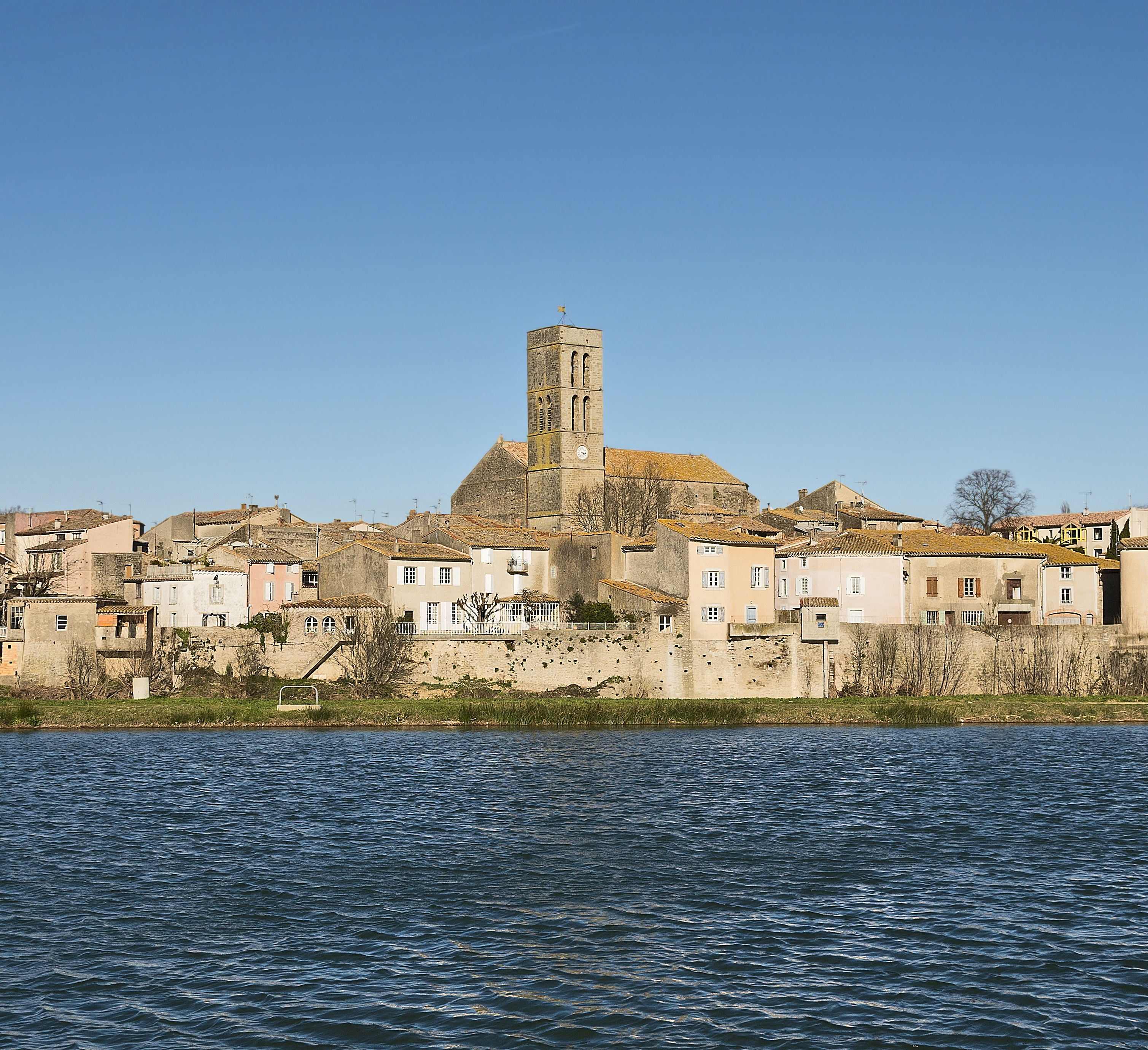
Kyrka
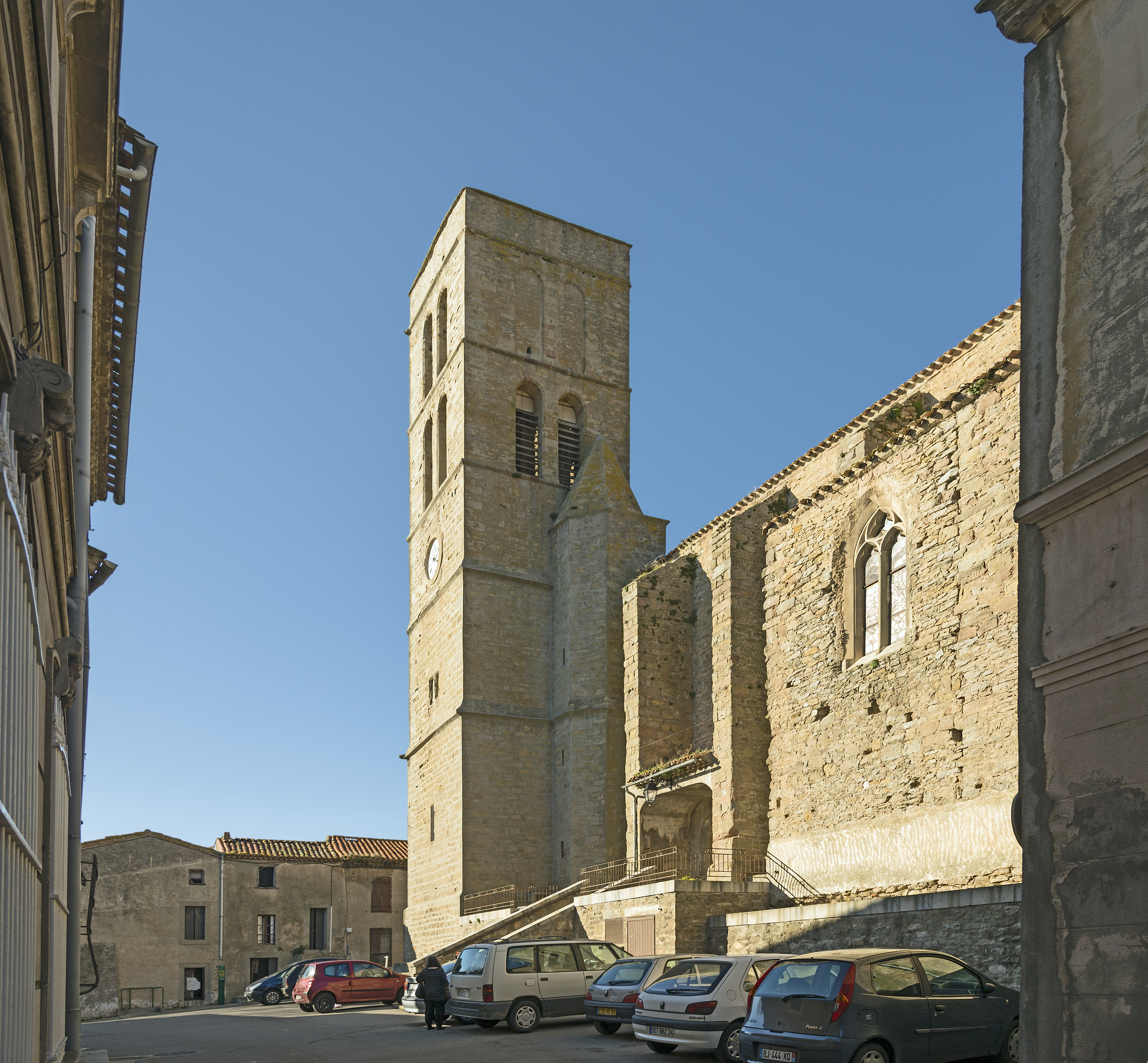

## Befolkningsutveckling
Antalet invånare i kommunen Trèbes
Referens: INSEE